# Dreamcatcher
Dreamcatcher (bra: O Apanhador de Sonhos; prt: O Caçador de Sonhos) é um filme australiano-canado-estadunidense de 2003, dos gêneros terror e ficção científica, dirigido por Lawrence Kasdan, com roteiro dele e William Goldman baseado no romance Dreamcatcher, de Stephen King. 
O filme foi mal-recebido pela maioria dos críticos.

## Elenco
- Morgan Freeman ...... Coronel Abraham Curtis
- Thomas Jane ...... Dr. Henry Devlin
- Jason Lee ...... Joe "Beaver" Clarendon
- Damian Lewis ...... Gary "Jonesy" Jones
- Tom Sizemore ...... Capitão Owen Underhill
- Timothy Olyphant ...... Pete Moore
- Donnie Wahlberg ...... Douglas "Duddits" Cavell
- Ingrid Kavelaars ...... Trish Oservich
- Alex Campbell ...... Richie Grenadeau
- Chera Bailey ...... Rachel Mendol
- Shauna Kain ...... Josie Rinkenhauer
- Campbell Lane ...... Gosselin
- Ty Olsson ...... Sargento Andy Janas

## Sinopse
Quatro amigos adolescentes adquirem poderes sobrenaturais ao cometerem um salvamento heroico. Anos mais tarde, esses poderes são requisitados para defender várias pessoas de ser massacradas por forças alienígenas.